# Blasinstrument
Blasinstrumente sind Musikinstrumente, bei denen ein Musiker üblicherweise durch seine Atemluft meistens mit einem Instrumentenmundstück die Luftsäule innerhalb eines Hohlkörpers – meistens einer Röhre – zum Schwingen bringt. Blasinstrumente zählen gemäß der Hornbostel-Sachs-Systematik zu den Aerophonen. Der eingeblasene Luftstrom kann auch mit einem Luftsack oder Blasebalg direkt oder mittels einer Spielmechanik wie bei der Orgel erzeugt werden. Es gibt verschiedene Möglichkeiten, die Vielfalt der vorhandenen Blasinstrumente in Gruppen einzuordnen.

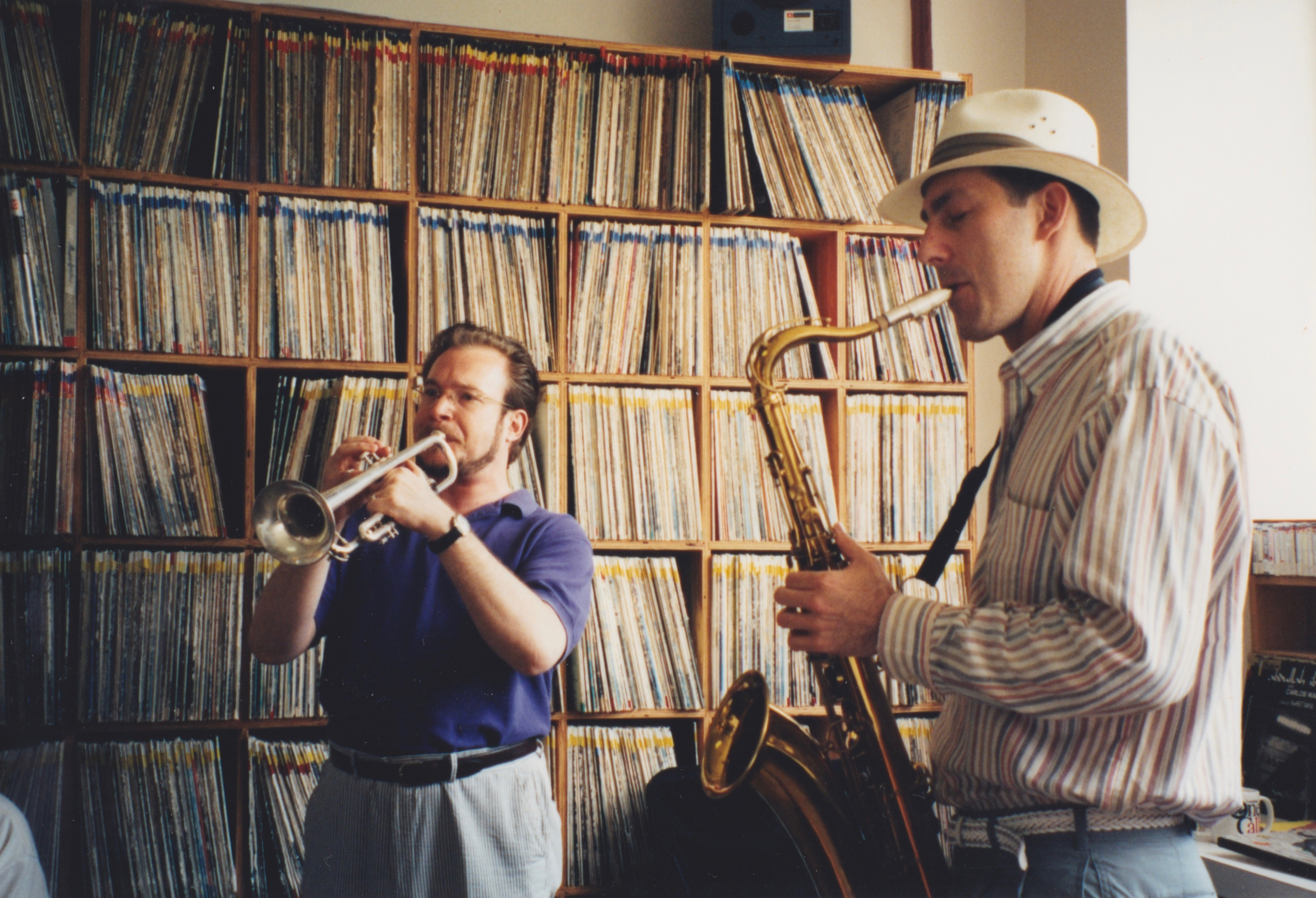
Jon-Eric Kelso, Trompete, und Dan Levinson, Saxophon: Blech und Holz

## Klassifikation
Die Einteilung der Blasinstrumente orientiert sich an der Hornbostel-Sachs-Systematik und erfolgt in Holz-, Blechblasinstrumente und Durchschlagzungeninstrumente nach der Art der Tonerzeugung:
- Luftblatt- oder Labialinstrumente (mit Anblaskante): Flöten
- Instrumente mit einfachem (aufschlagendem) Rohrblatt: Klarinetten, Saxophone
- Instrumente mit doppeltem (gegenschlagendem) Rohrblatt: Schalmeien inkl. Oboe, Fagott, Sarrusophon etc.
- Instrumente mit Trichter-, Becher- oder Kesselmundstück, bei denen die Lippen des Spielers die Schwingung erzeugen: Blechblasinstrumente, Zink, Alphorn
- Instrumente mit durchschlagenden Zungen (wenn mit einer Luftsäule verbunden, ansonsten sind dies freie Aerophone)

Instrumente für Marschkapellen werden so gebaut, dass ihr Schalltrichter beim Spielen eher nach vorne gerichtet ist, etwa ein Sousaphon statt einer Tuba, sie werden als „marching brass“-Version bezeichnet, siehe dazu auch Drum Corps#Brass.

### Holzblasinstrumente

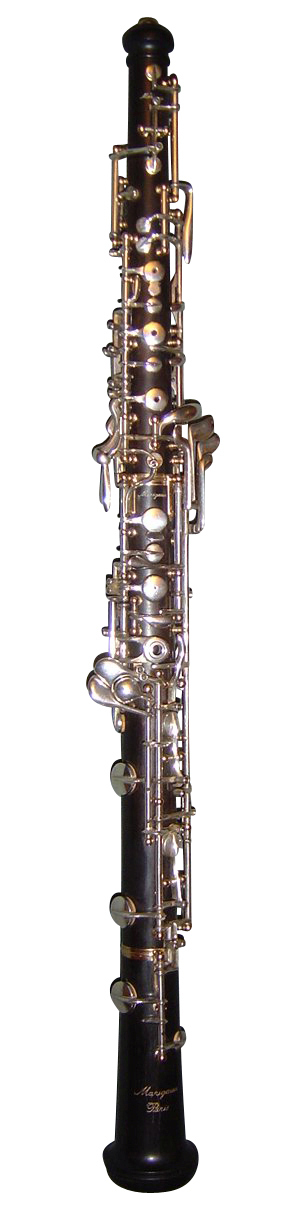
Oboe

Die Holzblasinstrumente lassen sich unterteilen in die Flöteninstrumente (mit Anblaskante) und die Rohrblattinstrumente mit einem oder zwei schwingenden Rohrblättern.

#### Flöteninstrumente
Die ältesten Instrumente mit Anblaskante, wahrscheinlich die ältesten Blasinstrumente überhaupt, sind die Kernspaltflöten, zu denen die Blockflöte gehört. Das kleinste und lauteste Instrument dieser Gattung ist die Trillerpfeife. Auch die Panflöte lässt sich weit in die Vorzeit zurückverfolgen. Die Flöte des Alten Testaments heißt Chalil. Aus der Schwegelpfeife des Mittelalters entstand die Traversflöte, die sich zur Querflöte und ihren Unterarten (Piccoloflöte, Altflöte) weiterentwickelte. Nur noch selten in Verwendung ist das mit der Blockflöte eng verwandte Flageolett.

#### Aufschlagzungeninstrumente
Vergleiche den Hauptartikel Einfachrohrblattinstrument
Eine elastische Zunge schlägt gegen den Luftstrom auf eine Kehle und erzeugt somit einen Ton. Verwendet wird das Prinzip mit Metallzunge bei der Martinstrompete und den Zungenstimmen der Orgel, oder mit Holzzunge beim Bordun der Sackpfeife. Aus dem Chalumeau mit hölzernem Rohrblatt entwickelte sich die Klarinette (und ihre Unterarten Bassklarinette und Bassetthorn). Auch das Saxophon gehört auf Grund dieser Tonerzeugung zu den „Holzbläsern“.

#### Doppelrohrblattinstrumente
Vergleiche den Hauptartikel Doppelrohrblattinstrument
Das Doppelrohrblatt besteht aus zwei aufeinander liegenden symmetrischen Rohrblättern, die gegen den Luftstrom schwingen. Die ältesten Vertreter dieser Art sind die primitiven Doppelrohrblattinstrumente im antiken Ägypten und Griechenland (Aulos), spätere Vertreter sind Schalmei, Piffero, Rankett und Pommer. Im modernen Orchester findet man Oboen (Oboe d’amore, Englischhorn, Heckelphon) und Fagotte (Kontrafagott). Aber auch im Dudelsack und in anderen Instrumenten mit Windkapsel stecken Doppelrohrblätter.

### Blechblasinstrumente

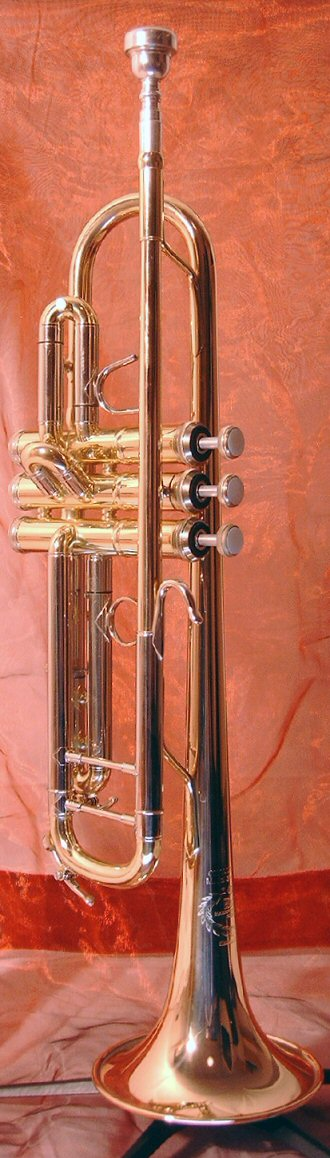
Trompete

Diese Instrumente werden mit den menschlichen Lippen des Mundes angeblasen. Die Tonerzeugung lässt sich mit Funktionsweise der Polsterpfeife erklären. Die Vorgänger der heutigen Blechblasinstrumente waren aus Hornsubstanz (Kuh-, Stier- oder Widderhorn). Blech als heutige Materialverwendung spielt für die Einteilung keine Rolle. Musiziert wird mit der Naturtonreihe, Längenveränderungen sind mit Ventilen oder Teleskoprohren möglich. Auch die Blechblasinstrumente können in zwei Familien gegliedert werden, die Unterscheidung erfolgt nach der verwendeten Mensur: Ist diese zum größeren Teil konisch, spricht man von Instrumenten der Hornfamilie, wenn die zylindrische Bauweise überwiegt, von Trompeteninstrumenten.

#### Horninstrumente
Die ältesten Naturhörner waren Tierhörner wie der Schofar aus Widderhorn, die Elfenbeintrompete (im Mittelalter Olifant) aus einem Elefantenstoßzahn (Elfenbein), das Alphorn aus Holz und die Lure aus Bronze. Aus Holz wurden der Zink und das Serpent hergestellt. Mit großer Fertigkeit wurden aus gewalztem Blech (Messing) Parforcehorn, später Jagdhorn und Ophikleide gebaut. Das Kornett wurde noch vor dem modernen Horn mit Ventilen ausgestattet. Eine vollständige Unterfamilie der Horninstrumente mit Vertretern in allen Lagen sind die Bügelhörner, zu denen auch Flügelhorn, Tenorhorn, Bariton, Helikon, Sousaphon und Tuba zählen.

#### Trompeteninstrumente
Aus den Naturtrompeten, die für Fanfaren und militärische Signale benutzt wurden, entwickelte sich die verfeinerte, aber immer noch ventillose Barocktrompete und daraus später die moderne Trompete. Die tiefen Vertreter dieser Familie sind die Posaunen (Ventilposaunen oder Zugposaune).
Ein Didgeridoo hat ein zylindrisches oder leicht konisches Lumen mit etwa gerader Achse.

### Durchschlagzungeninstrumente

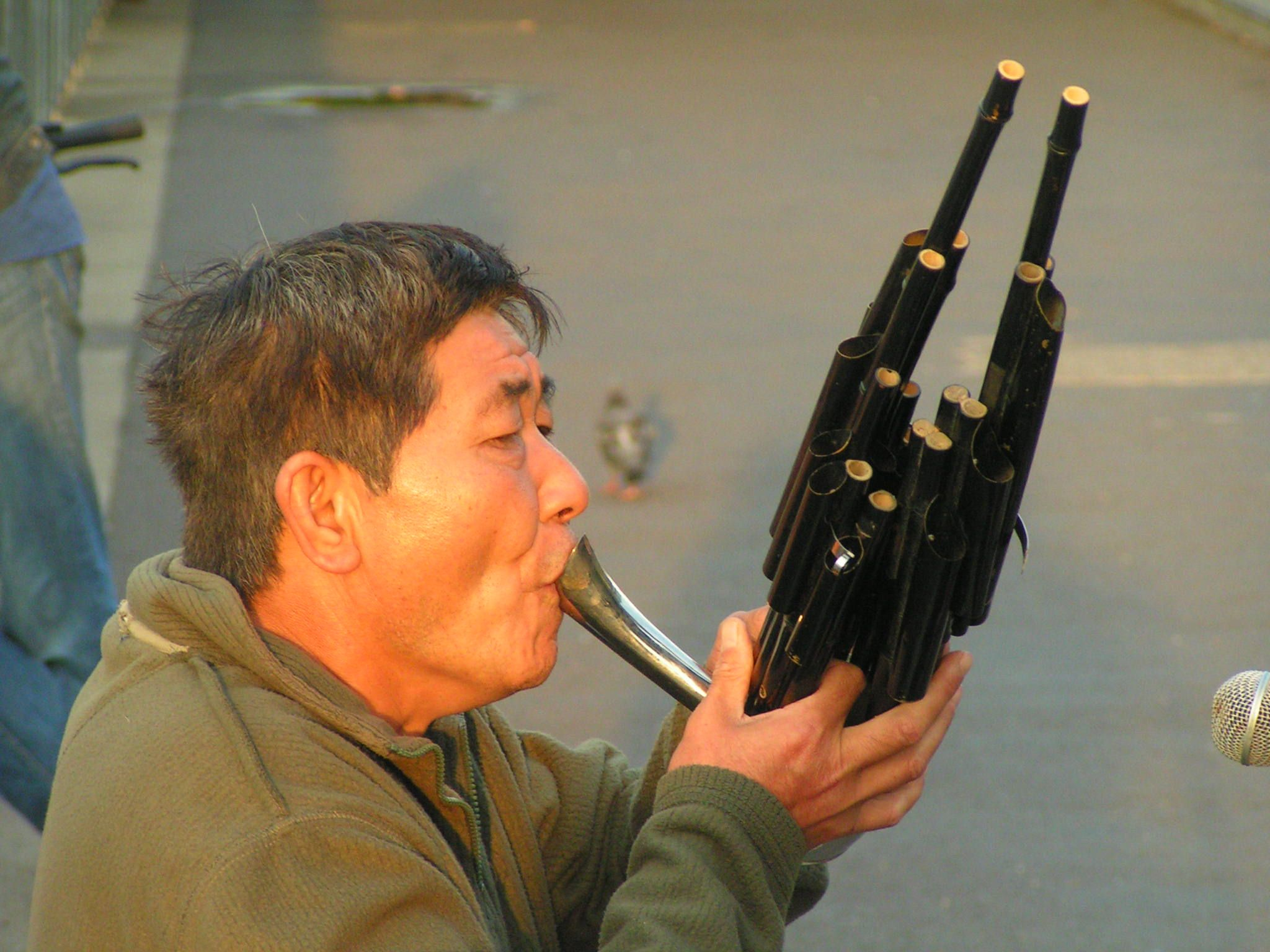
Straßenmusikant mit einer Mundorgel (Sheng)

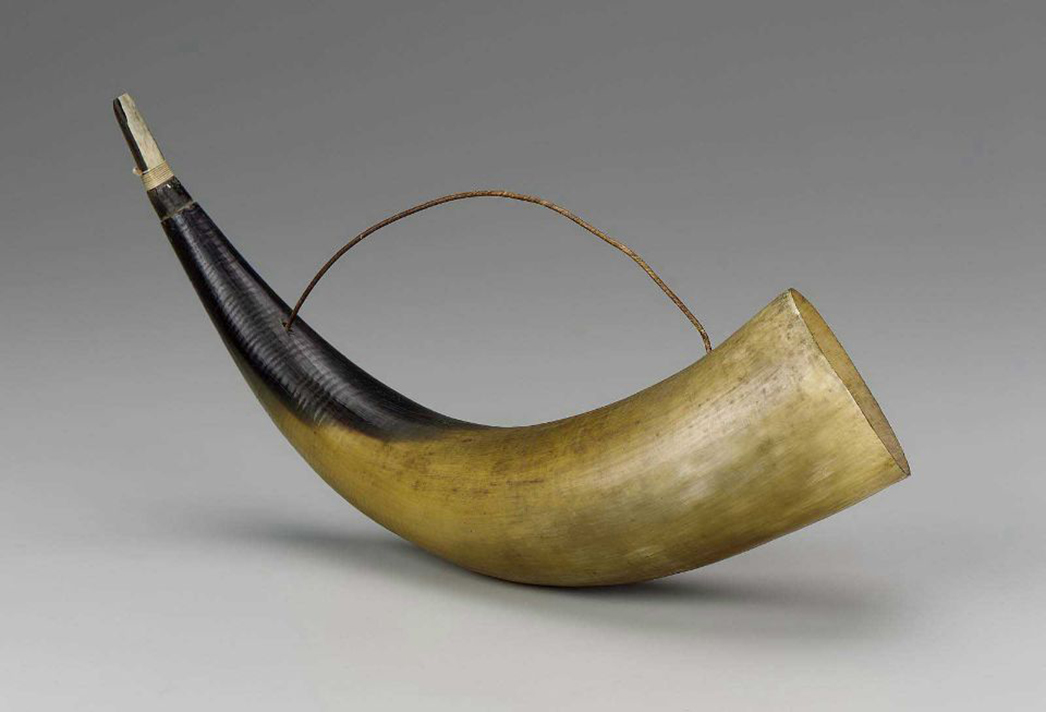
Erkencho, Einfachrohrblattinstrument aus Argentinien

Hierzu gehören nur jene Instrumente, deren Schwingungen durch einen Luftstrom angeregt werden und bei denen eine Luftsäule zur Resonanz gebracht wird. Dazu zählen die Mundorgel Sheng, eines der wichtigsten Instrumente der klassischen chinesischen Musik. Ein ähnliches Instrument wird in Japan Shō und in Laos Khaen genannt.
Auch durchschlagende Zungenpfeifen der Orgel, die seit dem erneuten Aufleben der Romantik wieder gebaut werden, zählen dazu. Die häufigsten
Durchschlagzungeninstrumente ohne Resonator wie die Mundharmonika, trotzdem sie augenscheinlich angeblasen wird, sowie das Akkordeon oder das Harmonium zählen zu den freien Aerophonen.
(Adelung schreibt 1972 auf S. 110: "Im Gegensatz zu den aufschlagenden Zungenstimmen stehen die durchschlagenden Lingualpfeifen, bei denen die Zunge zwischen den Kehlenrändern hindurchschwingt. Sie werden heute nicht mehr gebaut, da ihr Klang weichlich ist, wie z.B. das Register Klarinette")

### Membranopipes
Membranopipes wurden 2011 als weitere Gruppe von Blasinstrumenten in die Hornbostel-Sachs-Systematik eingefügt, weil sie keiner vorhandenen Kategorie zugeordnet werden konnten. Bei den Membranopipes ist der Tonerreger eine gespannte Membran, die durch einen Luftstrom angeregt wird und so periodisch einen Luftdurchlass öffnet und schließt, wodurch die Luft in einer Röhre in Schwingung versetzt wird. Im Ruhezustand verschließt bei Membranopipes die Membran den Luftdurchlass, während bei den ansonsten nach Art der Tonerzeugung ähnlichen Rohrblattinstrumenten im Ruhezustand der Luftdurchlass geöffnet ist und sich erst durch die Blasluft periodisch schließt.

## Anblastechnik
Bei Blasinstrumenten wird eine Luftsäule im Resonanzkorpus durch Anblasen zu Schwingungen angeregt. Die Anblastechnik und die Form des Instrumentenmundstücks beeinflussen wesentlich den Toncharakter. Bei vielen Varianten des Instruments lässt sich die Grundschwingung auch überblasen: durch stärkeres Anblasen wird statt des Grundtones ein höherer Naturton angeregt, bei Blechblasinstrumenten wird dies über eine höhere Luftgeschwindigkeit und erhöhte Lippenspannung erreicht. Mittels Zirkularatmung kann ein Ton ununterbrochen erzeugt werden.
- Die verschiedenen Stellungen der Mundmuskulatur beim Anblasen werden als Ansatz bezeichnet.
- Das mehr oder weniger schnelle Einschwingen, bzw. das weiche oder harte Erklingen des Tonbeginns beim Anblasen wird als Ansprache bezeichnet.
- Der Tonbeginn erfolgt mit einem Zungenstoß (eigentlich das Abziehen der Zunge vom vorderen Gaumen bzw. vom Rohrblatt), der den Luftstrom in Fluss bringt.
- Die Atemtechnik, mit der ein stabiler, kontrollierten Luftfluss unter Einsatz der Bauch-, Brust- und Rückenmuskulatur erzeugt wird, nennt man Atemstütze.

Zur Verbesserung der Technik und des Klangs werden unter anderem Übungen mit den natürlichen Obertönen (Naturtonreihe) und lang gehaltene Töne eingesetzt.
Der Versuch, den Klang von Blasinstrumenten elektronisch zu erzeugen, wird durch die komplexe individuelle Art der Anblasgeräusche und der Transienten im ausgehaltenen Ton erschwert.
Bei manchen Blasinstrumenten, wie beispielsweise beim Saxophon, kann der Toncharakter auch durch Mitsingen (gleichzeitig mit dem Blasen) variiert werden. Beim Saxophon entsteht durch dieses „Growling“ (übersetzt „Brummen“ oder „Knurren“) ein rauerer Klang ähnlich einer menschlichen „rauchigen“ Stimme. Bei einigen Längsflöten produziert der Spieler durch einen eingesungenen Brummton eine Zweistimmigkeit mit einem tiefen Bordun. Diese Spielweise ist für den Typ der zentralasiatischen Hirtenflöten charakteristisch, zu denen die Kurai westlich des Ural, die Sybyzgy in Kasachstan, die Tüidük in Turkmenistan, die Tsuur in der Mongolei und die Narh in Pakistan gehören.
Während bei der weit überwiegenden Zahl von Blasinstrumenten Luft durch eine Öffnung eingeblasen wird, produzieren Durchschlagzungeninstrumente Töne bei Luftströmen in beiden Richtungen. Daneben gibt es eine kleine Gruppe von traditionellen Blasinstrumenten, deren Luftschwingungen durch Vibration der Lippen beim Ansaugen von Luft entstehen. Zu diesen Sauginstrumenten (englisch sucked trumpets) gehören manche Tierhörner, konische Rindentrompeten und Holztrompeten. Sauginstrumente sind in Sibirien mit dem tungusischen Wort byrgy und in Chile als nolkin bekannt.